# セミノール (柑橘類)
セミノール（Seminole）は、柑橘類の一種である。タンゼロ類に分類される。3月ころから出回り、果実の皮は濃いオレンジ色で、果汁が多く酸味が少ない。

## 概要

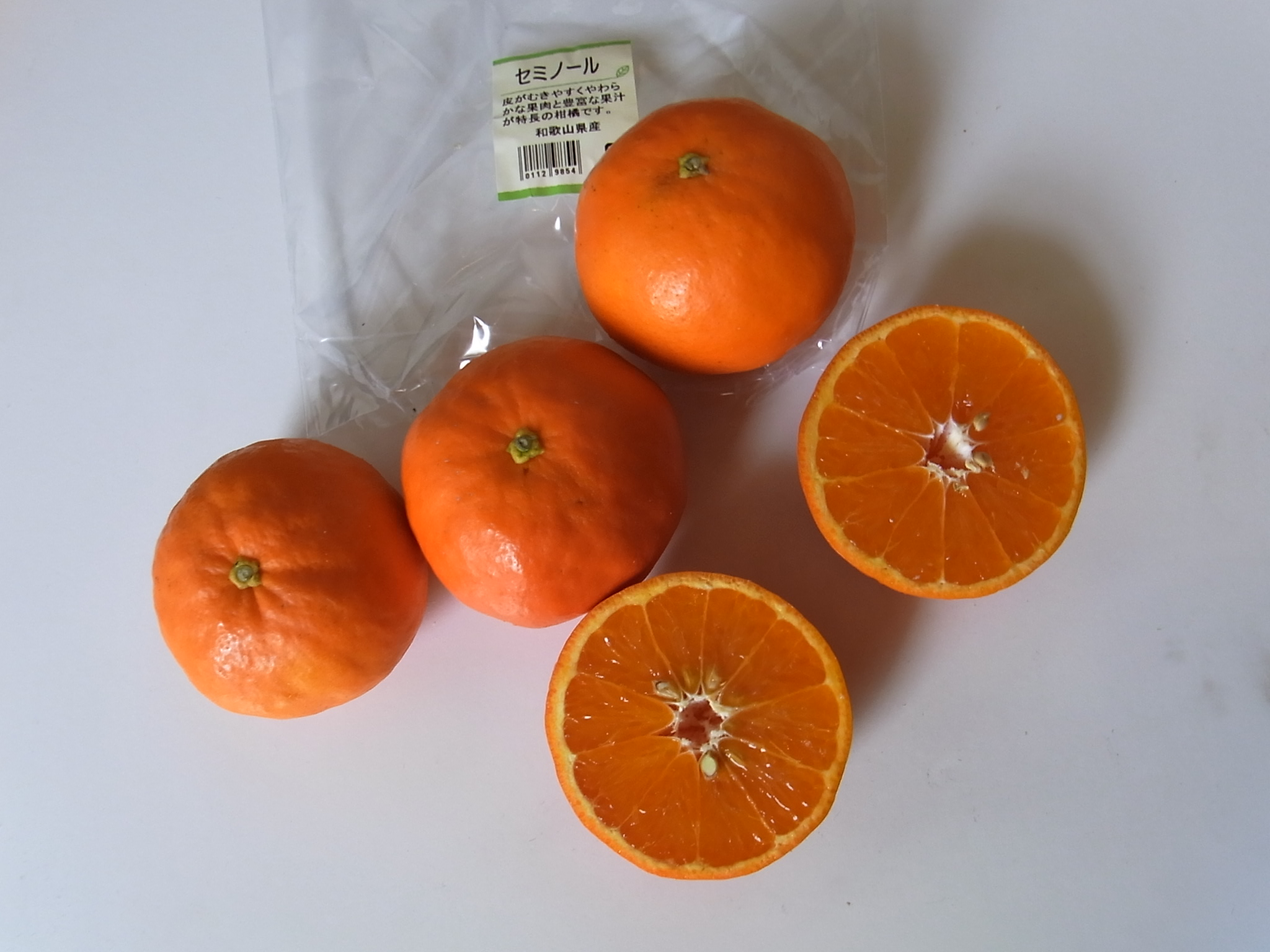
和歌山産セミノール

1910年代、アメリカ合衆国フロリダ州オーランドの農務省試験場で、ダンカングレープフルーツとダンシータンゼリンの2種類の柑橘類を交配させ育成した品種。日本へは1955年、農学博士田中長三郎により、カリフォルニア大学を通じて種子から導入された。その後、三重県の篤志家である桂清吉が偶然に田中の庭で枝変わりを見つけ、商品化させた。
名前は「セミノール湖（英語版）」に由来する。晩生のタンゼロ類で、栽培しやすい品種である。果実は150グラム (g) ほどで鮮やかなオレンジ色になり、特徴のある芳香があり、果皮は滑らかで光沢がある。果汁が多く、酸味が少ない。3月下旬から4月上旬に収穫し、酸が強いため、倉庫で酸が減るのを待って5月以降に出荷される。自家不和合性の「ヒュウガナツ」のパートナーとして植えられていることもある。
日本における2010年の収穫量は3,380.3 トンで、その内訳は大分県41%、和歌山県33%、三重県19%、その他7%となっている。